# 삼학도
삼학도(三鶴島)는 전라남도 목포 앞바다에 있던 섬으로, 목포의 상징 중 하나이다. 2003년부터 복원 공사가 시작되었으며, 2011년까지 준공할 예정이다.

## 같이 보기
- 유달산
- 목포역

## 참고
1. ↑  이길호 (2009년 2월 4일). “목포의 상징 삼학도, 옛 모습을 되찾고 있다”. 나눔뉴스.